# Claudia Lars
Claudia Lars, seudónimo de Margarita del Carmen Brannon Vega, nació en Armenia el 20 de diciembre de 1899. Falleció el 22 de julio de 1974 en San Salvador.  Fue una poeta salvadoreña y una de las voces más sobresalientes de la lírica centroamericana del siglo XX ,reconocida por su obra lírica y su compromiso político. Su obra es considerada de un depurado lirismo y destaca por su dominio de la métrica.

## Primeros años

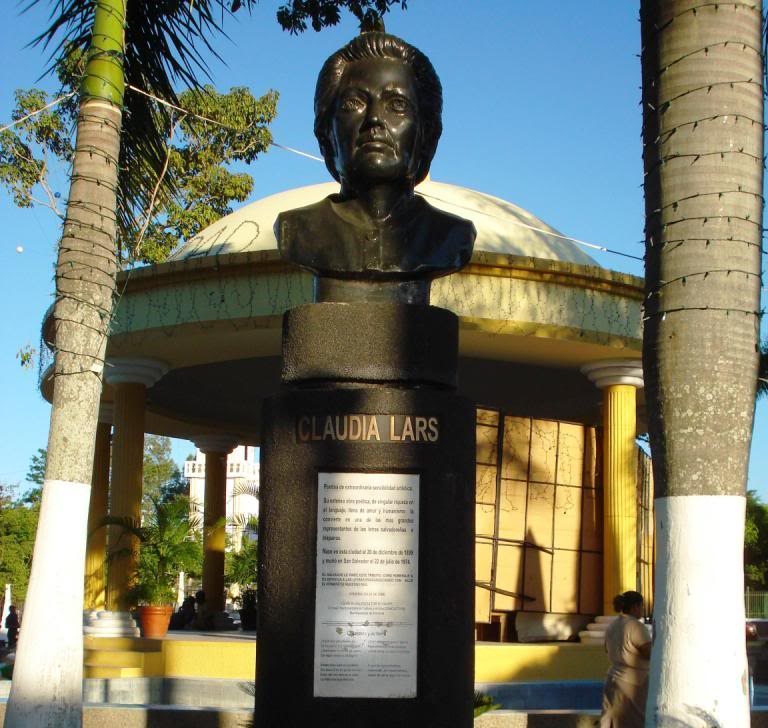
Busto de Claudia Lars en Armenia, Sonsonate. Claudia Lars (1899-1974), fue escritora, periodista, editora, locutora, traductora y exiliada política.

Sus padres fueron el ingeniero estadounidense de origen irlandés Peter Patrick Brannon y la salvadoreña Manuela Vega Zelayandía. Durante su infancia fue amiga de Consuelo Suncín, quien se casaría con Antoine de Saint-Exupéry. Inició su educación en su propio hogar, a cargo de la educadora Mercedes Mendoza, y posteriormente estudió en el colegio de La Asunción de la ciudad de Santa Ana. En su adolescencia, a los 17 años,  y gracias al general Juan José Cañas, logró que un cuadernillo de poemas de su autoría fuera publicado con el nombre Tristes Mirajes. No se conserva ninguna copia del mismo. Asimismo, inició una relación sentimental con el poeta nicaragüense Salomón de la Selva en 1919, pero sus padres rompieron la relacióny enviaron a la joven a Estados Unidos, donde conoció a Le Roy Beers, su primer esposo. En el país enseñó castellano en la Escuela Berlitz de Brooklyn.

## Viajes y publicaciones

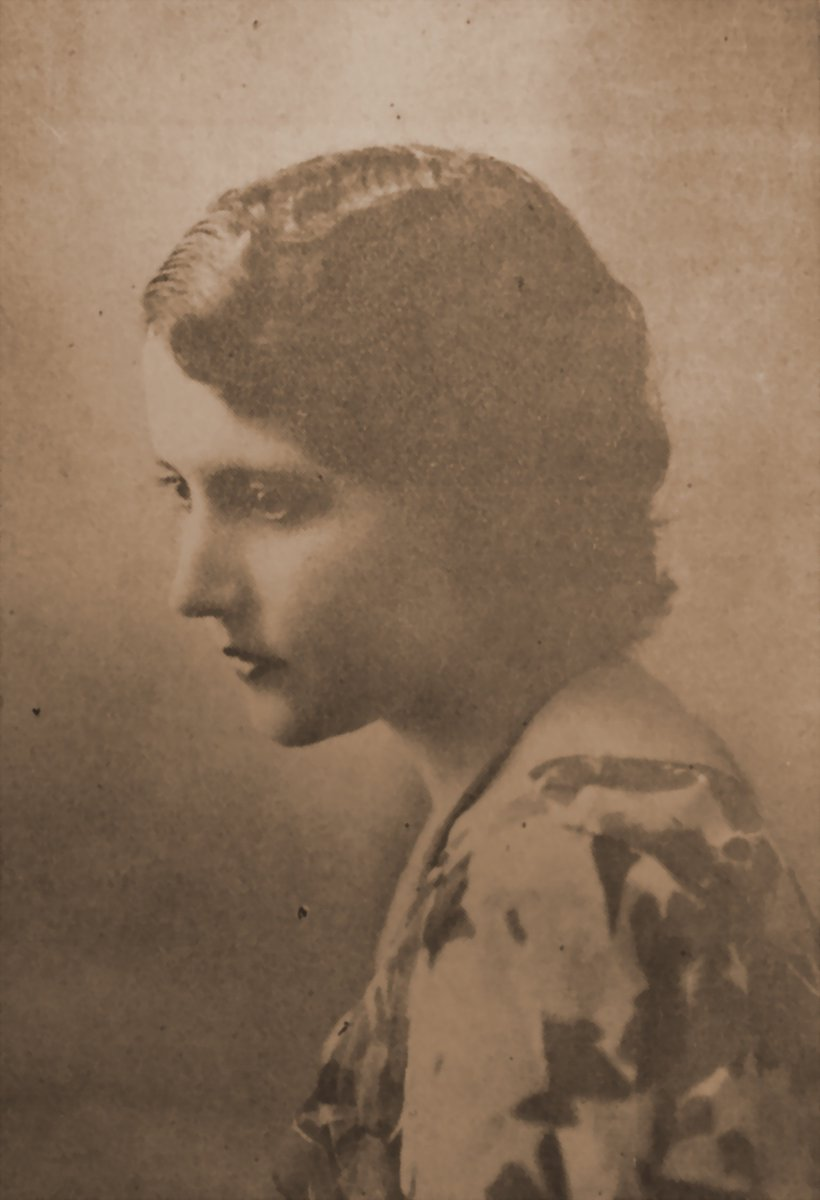
Carmen Brannon Vega, conocida por su pseudónimo de Claudia Lars. Ella impregnó el amor en su obra poética con delicadeza y perfección lírica. Sus obras han alcanzado a situarse junto a las de Gabriela Mistral y Juana de Ibarborou, con quienes sostuvo una buena amistad.

Claudia Lars promulgó, incontables textos en el Repertorio Americano: 98 colaboraciones desde 1921 hasta 1948.
Claudia Lars regresó a El Salvador junto a su esposo en 1927 al haber sido nombrado cónsul de Estados Unidos. Ese mismo año la escritora dio a luz a su único hijo, Leroy Beers Brannon. Al mismo tiempo, departió con los intelectuales de la época, entre ellos Salarrué, Serafín Quiteño y Alberto Masferrer. En 1933 comenzó a usar el seudónimo Claudia Lars. Publicó el libro Estrellas en el Pozo en 1934 y también participó en programas líricos radiofónicos para público infantil. De igual manera, colaboró en la Página de los niños de El Diario de ayer antier y antier. 
A inicios de la siguiente década, Claudia Lars obtuvo el segundo lugar de los Juegos Florales de la Feria Novembrina en Guatemala, realizado en 1941, gracias a su obra Sonetos del arcángel. También serían publicadas algunas de sus creaciones como La casa de vidrio (Santiago de Chile, 1942), Romances de Norte y Sur (1946), Sonetos y Ciudad bajo mi voz (1947), ganadora del certamen conmemorativo del IV Centenario del título de ciudad de San Salvador. 
Durante la Segunda Guerra Mundial, Claudia Lars participó activamente en espacios de resistencia cultural contra el fascismo. Fue colaboradora del periódico El Mundo Libre, dirigido por el también escritor Serafín Quiteño, que reunía a intelectuales salvadoreños comprometidos con el ideario antifascista y aliados de la causa democrática internacional. Desde sus páginas, Lars expresó críticas al nazismo y al franquismo, en un contexto de fuerte censura por parte del régimen de Maximiliano Hernández Martínez en El Salvador.
En estos años, Lars, como agregada cultural de la embajada de El Salvador, partió hacia Guatemala en 1948, donde conoció a su segundo esposo, Carlos Samayoa Chinchilla, de quien se divorciaría en 1967. Antes de contraer nupcias, trabajó empacando duraznos en Estados Unidos, traduciendo historietas para Walt Disney y colaborando para periódicos antifascistas salvadoreños. Voz destacada de la literatura salvadoreña del siglo XX, escribió principalmente poesía lírica e íntima, pero también algunas obras de protesta política; 1.º poemas publicados en Repertorio Americano (American Repertoire, 1919) con la ayuda del poeta nicaragüense Salomón de Selva; vivió en Nueva York y luego se mudó a Costa Rica con su primer esposo y su hijo pequeño; publicó el primer libro de poesía Estrellas en el pozo (1934); se involucró emocionalmente con el sacerdote José Basileo Acuña y le escribió poemas románticos; dejó a su marido y se mudó a El Salvador, Estados Unidos, y luego a México, en busca de independencia económica; mantuvo estrechos vínculos con muchos intelectuales y artistas salvadoreños y dedicó el segundo volumen de poesía Canción redonda (1937) al pintor Salarrué; colaboró con instituciones culturales establecidas bajo el gobierno del coronel moderado Oscar Osorio y se desempeñó como editor de la revista literaria Cultura bajo los auspicios del Ministerio de Educación de El Salvador; fue mentor de muchos escritores salvadoreños emergentes; publicó memorias de jóvenes en el campo de El Salvador, Memorias de infancia

## Narrativa
Claudia Lars destaca por su lirismo y por un dominio impecable de la métrica y un estilo evolucionando hacia una madurez en el campo de la poesía.

Influencias marcadas de Claudia: 
"Influencias: Inolvidable y tempranera, la de Amado Nervo, el místico... Después, la de Francis Thompson y Christina Rossetti. Más tarde, la de Gabriela Mistral (en mis temas maternales e infantiles) y quizá, en algunas composiciones o inspiraciones, la de Juan Ramón Jiménez. No digo con esto que esos poetas se adivinen detrás de mis versos. Solamente quiero decir que de ellos brota lo mío —con su propio color y movimiento—, como brota el manantial pequeño del agua invisible y maternal que está escondida allá dentro...en las profundidades de la tierra..."

## Últimos años

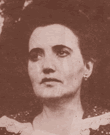
1973 Esta tarde, el rector de la UCA, el jesuita Luis Achaerandio, le entrega un doctorado honoris causa a la escritora Claudia Lars en su propia casa de habitación, porque yace postrada por un cáncer terminal

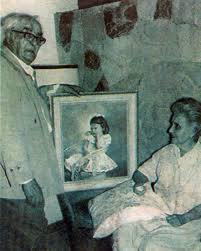
Valero Lecha y Claudia Lars, circa 1950

De regreso a El Salvador, trabajó en el Departamento Editorial del Ministerio de Cultura (actual Dirección de Publicaciones e Impresos) donde dirigió la revista Cultura. Publicaciones de esta época fueron: Donde llegan los pasos (1953), Escuela de pájaros (1955), Fábula de una verdad (1959) y las memorias Tierra de infancia.
Otras obras suyas resultaron galardonadas en los años siguientes, tales como Sobre el ángel y el hombre, segundo lugar del Certamen Nacional de cultura de 1962, y Del fino amanecer, primer premio compartido de los Juegos Florales de Quezaltenango en 1965. Asimismo, una recopilación de su obra fue elaborada por Matilde Elena López con el nombre Obras escogidas. Antes de su muerte obtuvo un doctorado Honoris Causa de la Universidad Centroamericana José Simeón Cañas, siendo además distinguida con la Orden José Matías Delgado.
De manera póstuma sería divulgada Poesía última, impresa por la Editorial Universitaria, y también David Escobar Galindo elaboró Sus mejores poemas, editada por la Dirección de Publicaciones en 1976. En 1999, en conmemoración del centenario de su nacimiento, el Consejo Nacional para la Cultura y el Arte publicó dos volúmenes de su Poesía Completa, recopilada por Carmen González Huguet.

## Algunas obras
- Estrellas en el Pozo (1934).

- Canción redonda (1937).
- La casa de vidrio (1942).
- Romances de norte y Sur (1946).
- Sonetos (1946).
- Ciudad bajo mi voz (1946).
- Donde llegan los pasos (1953).
- Escuela de pájaros (1955).
- Tierra de Infancia (1958).
- Fábula de una Verdad (1959).
- Presencia en el Tiempo (1960).
- Girasol (1962).

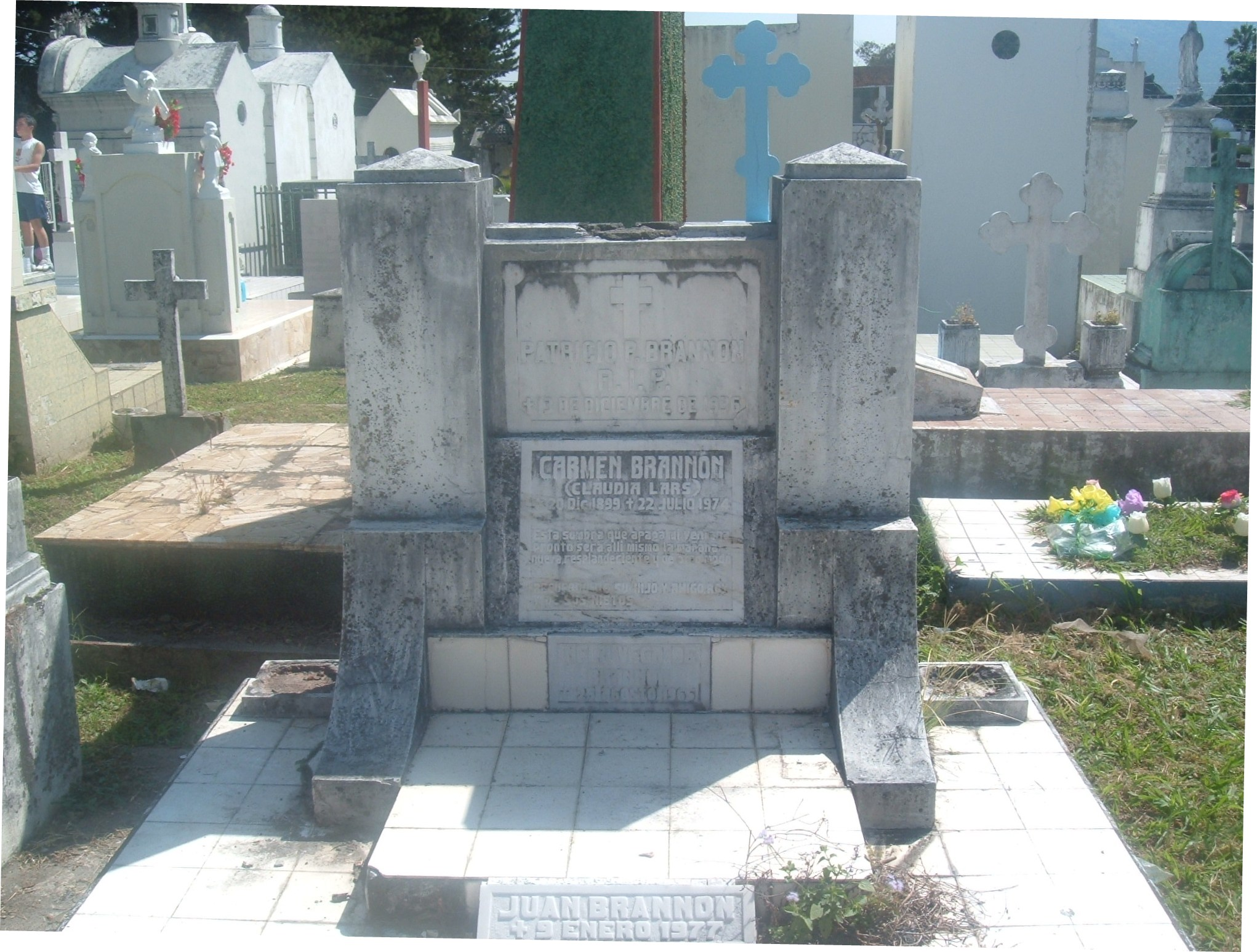
Tumba de Claudia Lars en el cementerio de los Ilustres en San Salvador.

- Sobre el ángel y el hombre (1962).
- Del fino amanecer (1964).
- Nuestro pulsante mundo (apuntes sobre una nueva edad) (1969).
- Obras escogidas (1973).
- Poesía última (1974).